# Старокоптевский переулок
Староко́птевский переулок — переулок в Северном административном округе города Москвы на территории района Коптево.
Переулок проходит от проезда Черепановых до Соболевского проезда, пересекая Коптевскую улицу.

## Происхождение названия
Переулок получил своё название в XIX в. по бывшей подмосковной деревне Коптево.

## Транспорт
По переулку общественный транспорт не ходит, ближайшие остановки расположены на Коптевской улице и Соболевском проезде.

### Автобусы
621  Водный стадион — 5-й Войковский проезд

### Трамваи
23 Михалково —  Сокол
27  Войковская —  Дмитровская
30 Михалково —  Войковская

### Метрополитен
В 500 м к востоку от начала переулка расположена станция МЦК Коптево.